# Dennis Knudsen
Dennis Knudsen (født 9. juni 1963) er en dansk stylist, parykmager, makeupartist og frisør.
Dennis Knudsen har deltaget i boligprogrammet Dit hjem i vores hænder.
Han har gennemført 5 Ironmans.[kilde mangler]

## Arbejde
Dennis Knudsen har været makeupartist på:
- Kampen om den røde ko (1987)
- Himmel og helvede (1988)
- Lykken er en underlig fisk (1989)
- Sirup (1990)
- Dagens Donna (1990)
- Drengene fra Sankt Petri
- Europa (1991)
- Det skaldede spøgelse (1992)
- Sort høst (1993)
- Carlo og Ester (1994)
- Min fynske barndom (1994)
- Kun en pige (1995)
- Krystalbarnet (1996)
- Et hjørne af paradis (1997)
- Sekten (1997)
- Pyrus på pletten (2000)
- Direktøren for det hele (2006)
- En kongelig affære (2012)
- Marie Krøyer (2012)
- Stille hjerte (2014)
- Alletiders jul (1994,2004)
- Alletiders nisse (1995,2006)
- Alletiders julemand (1997,2007,2014)
- Nissernes Ø (2003,2008)

Bøger
- Make over (2006)
- Den ultimative guide til skønhed (2011)
- Jeg dør kun én gang (selvbiografi skrevet i samarbejde med Dennis Drejer, 2013)